# Carl Elberling (filolog)

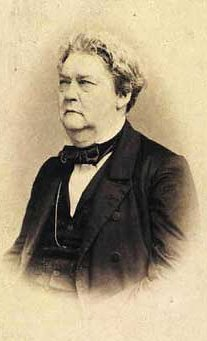
Carl Elberling.

Carl Wilhelm Elberling, född den 17 september 1800 i Köpenhamn, död där den 10 november 1870, var en dansk filolog, bror till Frederik Emil Elberling, far till Carl och Emil Elberling. 
Han blev student från Metropolitanskolen 1819, studerade därefter filologi, blev filologie kandidat 1825 och filosofie magister 1828. År 1830 blev han lektor (overlærer) vid Slagelse lärda skola, 1838 rektor där, 1851 rektor i Roskilde; 1863 beviljades han avsked på grund av försämrad syn. 
Han ordnade som student efter Abraham Kalls död dennes samlingar till den grekiska lexikografin; de upptogs sedan, med bidrag av Elberling, i Londonutgåvan av Stephanus Thesaurus. Han påbörjade en ny utgåva av Johann Schweighäusers Herodot (1 band, 1823) och deltog tillsammans med Madvig och andra i utgivandet av Garatonius kommentar till Ciceros tal (1:a delen, 1826). 
Vidare utgav han Julius Cæsars De Bello Gallico (1827), Cornelius Nepos (1829), Terentius (1834), Platons Apologi och Kriton (1837); slutligen Holbergs Niels Klim (1866); dessutom en del uppsatser i skolprogram och på andra ställen. Hans autobiografi finns i Slagelse skolas program från år 1839.